# Klokočov (Vítkov)

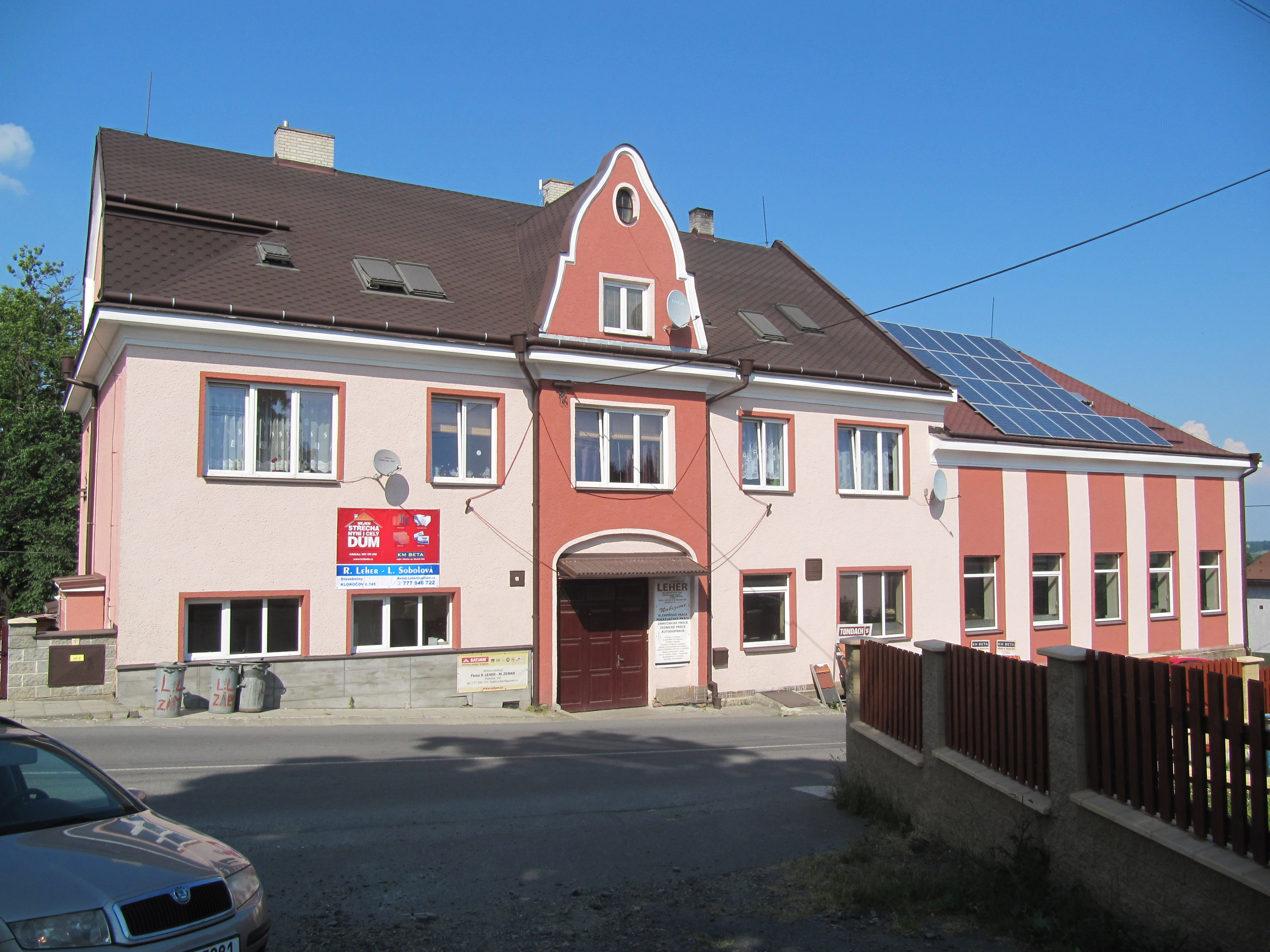
Haus Nr. 145

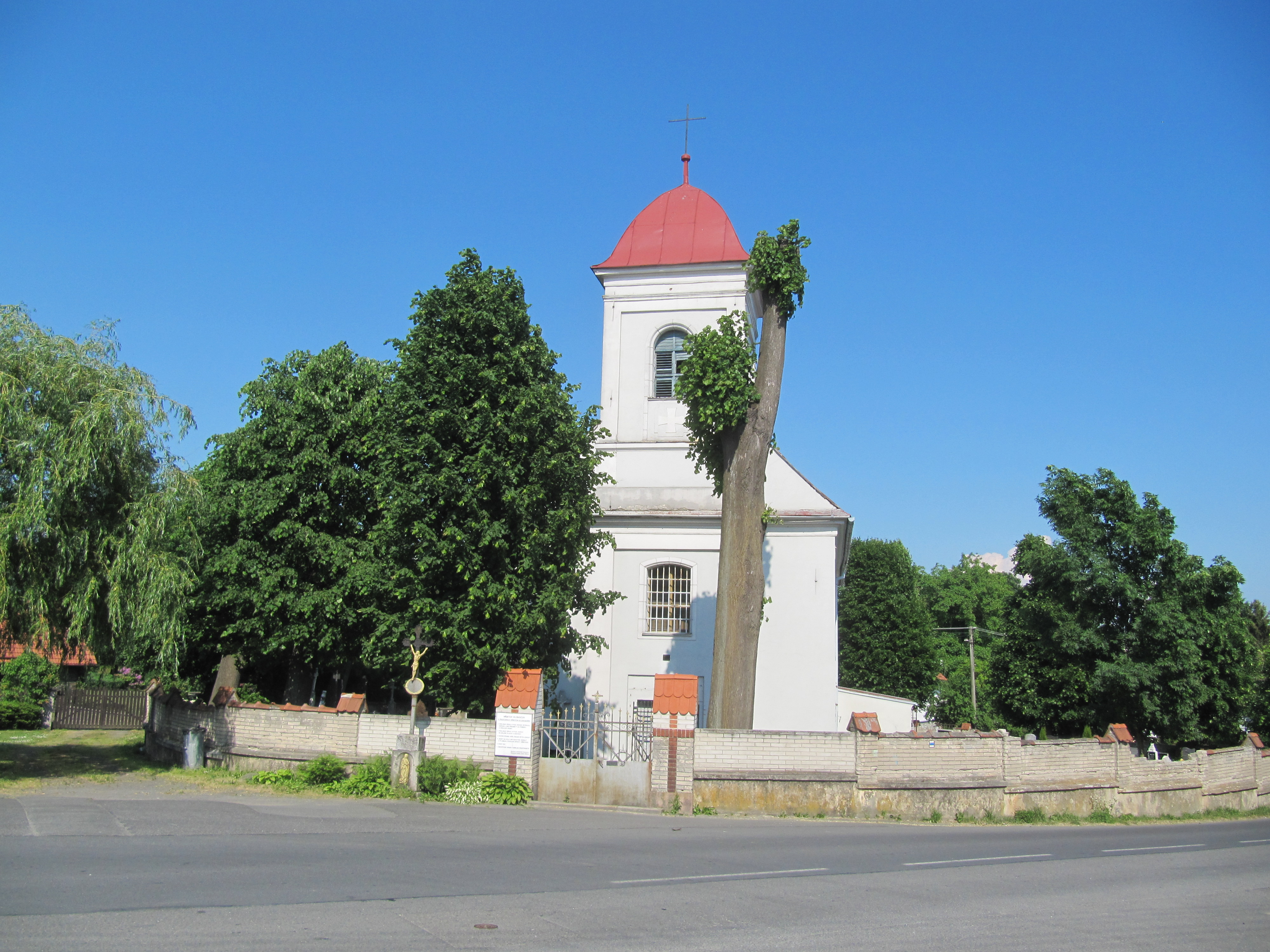
Kirche des hl. Andreas

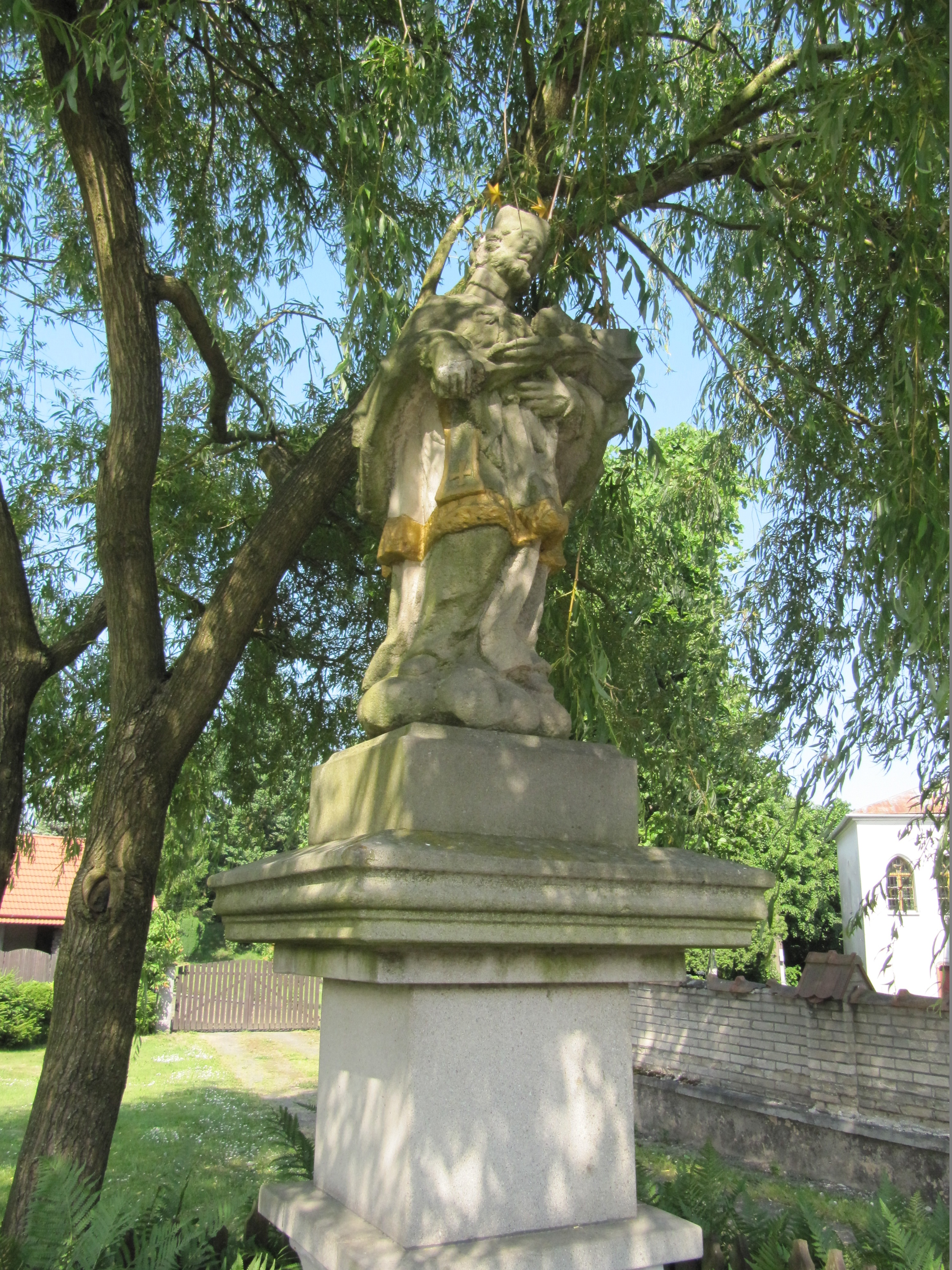
Statue des hl. Johannes von Nepomuk

Klokočov (deutsch Groß Glockersdorf) ist ein Ortsteil der Stadt Vítkov in Tschechien. Er liegt dreieinhalb Kilometer südlich von Vítkov und gehört zum Okres Opava.

## Geographie
Klokočov befindet sich auf einer Hochfläche in der Vítkovská vrchovina (Wigstadtler Berge). Im Dorf entspringen drei Bäche: Der Klokočovský potok (Glockersdorfer Bach) fließt zur Budišovka (Dürre Bautsch), die anderen beiden zur Čermná (Czerwenka). Nördlich erhebt sich der Letní kopec (544 m n.m.), im Südosten der U Kříže (518 m n.m.), südlich der Petrov (539 m n.m.) und die Čížovice (555 m n.m.), im Südwesten die Horka (603 m n.m.) sowie nordwestlich die Horka (582 m n.m.). Zwei Kilometer östlich verlaufen die Staatsstraße II/442 zwischen Vítkov und Odry sowie die Bahnstrecke  Suchdol nad Odrou–Budišov nad Budišovkou durch das Čermná-Tal. Gegen Westen erstreckt sich der Truppenübungsplatz Libavá
Nachbarorte sind Vítkov und Dolní Ves im Norden, Větřkovice und Nové Vrbno im Nordosten, Dolejší Kunčice im Osten, Kamenka und Heřmanice u Oder im Südosten, Klokočůvek und Spálovský Mlýn im Süden, Františkův Dvůr und die Wüstung Barnov im Südwesten, Hadinka und die Wüstung Nové Oldřůvky im Westen sowie Staré Oldřůvky, Čermenský Mlýn und Čermná ve Slezsku im Nordwesten.

## Geschichte
Das Waldhufendorf Klokočov wurde wahrscheinlich im 14. Jahrhundert gegründet. Die erste urkundliche Erwähnung erfolgte 1377, als das Dorf im Zuge der Teilung des Herzogtums Troppau der Herrschaft Wigstein zugeordnet wurde. Im Jahre 1413 wurde ein Hans Nass von Glogeczendorf als Lehnsmann des Troppauer Herzogs Přemysl I. erwähnt. Glockersdorf gehörte ursprünglich zur Pfarrei Wigstadtl; seit 1555 bestand eine kleine hölzerne Kapelle, in der der Ratkauer Pfarrer jeden dritten Sonntag einen Gottesdienst halten musste. Aus dem Jahre 1594 ist ein Streit der Glockersdorfer Untertanen mit dem Vladiken Nikolaus Brawanski von Chobrzan überliefert. 1640 wurde Glockersdorf nach Ratkau umgepfarrt. Ab 1640 ist ein Freigut nachweislich, dessen Besitzerin Katharina Eisack von Rychnov, geborene Mitrovský von Nemyšl war. Im Jahre 1671 wurde Glockersdorf von der Herrschaft Wigstein abgetrennt und als landtäfliges Gut durch Anna Magdalena Oderský von Liderau mit der Herrschaft Meltsch verbunden. Ab 1695 war das Gut an die Herren Wipplar von Uschütz verpachtet. Nachdem Glockersdorf ab 1705 wieder mit der Herrschaft Wigstein verbunden war, verkaufte Anton Oderský von Liderau das Gut 1708 an Franz Matthias Josef von Eiselsberg. Von diesem erwarb im Jahre 1720 Jan Václav Želecký von Počenice das Gut. Er ließ in Groß Glockersdorf ein kleines Barockschloss errichten. 1743 ging das Gut Glockersdorf an Karl Josef Wipplar von Uschütz auf Wigstadtl über. Dessen Sohn Karl verkaufte das Gut Glockersdorf 1790 an Elisabeth Freiin von Henneberg, geborene Tworkowsky von Krawarn. Wegen des weiten und vor allem im Winter sehr beschwerlichen Kirchweges nach Ratkau ließ Kaiser Joseph II. 1784 in Groß Glockersdorf aus dem Religionsfonds eine Lokalie errichten. 1803 erwarb Karl Czeike von Badenfeld das Gut, später erbte es dessen Sohn Franz, danach Ernst Otto Czeike von Badenfeld. Im Jahre 1806 entstand eine einklassige Dorfschule. 1807 erfolgte der Bau einer steinernen Kirche, die 1500 Menschen fasste.
Im Jahre 1834 umfasste das ständische Allodialgut Glockersdorf die Dörfer Groß-Glockersdorf und Klein-Glockersdorf sowie die Ottermühle und die Scholastermühle. Die Bewohner waren deutsch- und mährischsprachig und durchweg Katholiken. Haupterwerbsquellen bildeten der Feldbau und die Viehzucht. Das Dorf Groß-Glockersdorf bestand aus 129 größtenteils hölzernen Häusern, in denen 1017 Personen, darunter 47 Groß- und Kleinbauern, ansonsten Häusler lebten. Die Dorfbewohner waren zu Ross- und Fußroboten verpflichtet, sie hatten zudem Zinshühner, Gespinst- und Geldzahlungen zu leisten. Im Ort gab es eine steinerne Filialkirche und Lokalkaplanei, eine Schule, ein Beamtenwohnhaus, einen herrschaftlichen Meierhof, ein Bräu- und Brennhaus sowie zwei Laudemial-Kretschmen. Im Niederdorf und die Gemarkung Podewsko wurden Schiefersteinbrüche betrieben. Der Kaplan wurde vom Religionsfonds bezahlt, das Vorschlagsrecht hatte der Grundherr. Abseits lagen der herrschaftliche Franzenshof, an der Dürren Bautsch die Ottermühle mit einem Mahlgang und einer Brettsäge sowie an der Oder die Scholastermühle und eine der Odrauer Tuchmacherzunft gehörige Tuchwalke. Die politischen und wirtschaftlichen Geschäfte des Gutes besorgten ein Verwalter und ein Kastner. Pfarrort war Ratkau. Bis zur Mitte des 19. Jahrhunderts war Groß-Glockersdorf das Amtsdorf der Allodialherrschaft Glockersdorf.
Nach der Aufhebung der Patrimonialherrschaften bildeten Groß-Glockersdorf / Velký Klokočov und Klein-Glockersdorf / Malý Klokočov ab 1849 eine Gemeinde Glockersdorf / Klokočov im Gerichtsbezirk Wigstadtl. Die Lokalie wurde 1858 zur Pfarrei erhoben. Klein-Glockersdorf wurde 1868 eigenständig. Ab 1869 gehörte Groß-Glockersdorf zum Bezirk Troppau. Zu dieser Zeit hatte das Dorf 1114 Einwohner und bestand aus 145 Häusern. Im Jahre 1873 kaufte Gottlieb Haase von Buchstein das Gut Glockersdorf. Mit der Inbetriebnahme der Lokalbahn Zauchtel–Bautsch erhielt Groß-Glockersdorf 1891 einen Eisenbahnhaltepunkt, der jedoch weit außerhalb des Dorfes lag. 1894 erwarb Jan Plater von dem Broel das Gut Glockersdorf. Die Gemarkung Groß-Glockersdorf umfasste im Jahre 1900 eine Fläche von 1549 ha; der Anteil des Gutes daran betrug 945 ha inklusive zwei Höfen, einer Brennerei, zwei Schieferbrüchen, einem Steinbruch und einem Sägewerk. Im Jahre 1900 lebten in Groß-Glockersdorf 1197 Personen, darunter 7 Tschechen; 1910 waren es 1173. 1916 kaufte der Unternehmer Karl Weisshuhn das Gut Glockersdorf. Der tschechische Ortsname Velký Klokočov wurde 1920 in Klokočov abgeändert. Beim Zensus von 1921 lebten in den 211 Häusern der Gemeinde 1053 Menschen, darunter 1032 Deutsche und 15 Tschechen. 1922 wurde das Dorf elektrifiziert. Im Zuge der ersten Bodenreform wurden 566 ha der Ländereien des Gutes Glockersdorf, darunter der gesamte Franzenshof, verkauft und 53 ha des Schlosshofes an Neusiedler parzelliert. Später wurde ein Teil der Fluren am Franzenshof an tschechische Siedler aus Spálov verkauft, die dort eine Kolonie gründeten. Dadurch siedelte sich in den 1920er Jahren eine starke tschechische Minderheit an. Das Restgut Glockersdorf wurde 1924 an den Bauunternehmer Vejhonka aus Petřvald verkauft, der jedoch die Bedingungen des Liegenschaftsamtes nicht erfüllte. Danach erwarb der Revierrat für den Revierbergamtsbezirk Ostrau 1925 beide Resthöfe und errichtete ein Sanatorium für Bergmannskinder. 1926 eröffnete eine tschechische Minderheitenschule. Im Jahre 1930 bestand Groß Glockersdorf aus 193 Häusern und hatte 1170 Einwohner (darunter 963 Deutsche und 203 Tschechen); 1939 waren es 1150. Nach dem Münchner Abkommen wurde die Gemeinde 1938 dem Deutschen Reich zugesprochen und gehörte bis 1945 zum Landkreis Troppau. Nach dem Ende des Zweiten Weltkrieges kam Klokočov zur Tschechoslowakei zurück, die meisten der deutschsprachigen Bewohner wurden vertrieben und das Dorf neu besiedelt. Das Schloss wurde nach 1948 zu einem Krankenhaus umgebaut. 1949 wurde Klokočov dem neu gebildeten Okres Vítkov zugeordnet, der bei der Gebietsreform von 1960 wieder aufgehoben wurde. Im Jahre 1950 hatte das Dorf nur noch 585 Einwohner. 1953 begann die Pferdezucht im Františkův Dvůr. 1964 erfolgte die Eingemeindung nach Vítkov. Beim Zensus von 2001 lebten in den 167 Häusern von Klokočov 531 Personen. Im Zuge der Verkleinerung des Truppenübungsplatzes Libavá wurde zum 1. Januar 2016 der Katastralbezirk Hadinka aus dem Militärgebiet ausgegliedert und dem Katastralbezirk Klokočov u Vítkova zugeschlagen.

## Ortsgliederung
Zu Klokočov gehören die Ansiedlungen Františkův Dvůr (Franzenshof), Hadinka (Ottermühle) und Valcha (Walkmühle).
Der Ortsteil bildet den Katastralbezirk Klokočov u Vítkova.

## Sehenswürdigkeiten
- Kirche des hl. Andreas, errichtet 1807
- Statue des hl. Johannes von Nepomuk
- Ehemalige Schieferbergwerke
- Ehemaliges Schloss Klokočov, das eingeschossige Barockschloss mit rechteckigem Grundriss wurde nach 1720 vermutlich an der Stelle des Freigutes für Jan Václav Želecký von Počenice errichtet. Ab 1925 diente es als Unterkunft für die Beschäftigten des neu errichteten Sanatoriums für Bergmannskinder Masarykův dům. Nach 1948 wurden das Haus Masarykův dům und das Schloss getrennt. Beim Umbau zum Langzeitkrankenhaus ging der ursprüngliche Charakter des Bauwerkes gänzlich verloren. Der weitläufige Park um das Sanatorium war früher der Schlosspark.
- Hengstdepot Františkův Dvůr, seit den 1950er ein Zuchtstützpunkt des Slezský norik (Schlesischer Noriker)